# Cyrtopogon tenuibarbus
Cyrtopogon tenuibarbus là một loài ruồi trong họ Asilidae. Cyrtopogon tenuibarbus được Loew miêu tả năm 1856. Loài này phân bố ở vùng Cổ Bắc giới.